# Valentino Degani
Valentino Degani (Badia Polesine, 14 de fevereiro de 1905 - 8 de novembro de 1974) foi um futebolista italiano.

## Carreira
Conquistou a medalha de bronze 1928, com a Seleção Italiana de Futebol.